# Insula Sfântul-Paul

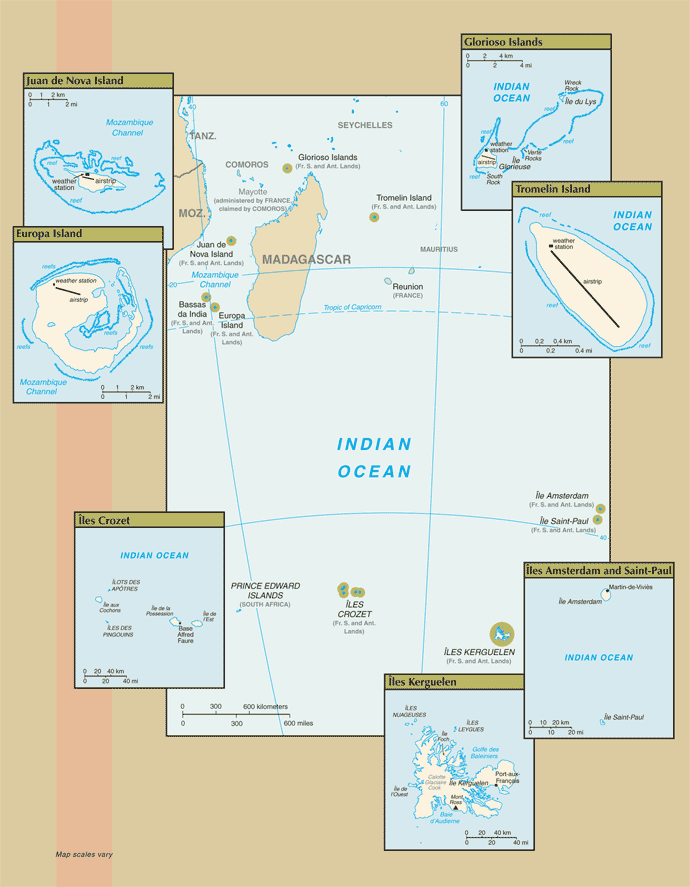
Harta Teritoriilor australe franceze
Insula Sfântul-Paul este situată în nord-est

Insula Sfântul-Paul (franceză Île Saint-Paul) este o insulă ce face parte din Teritoriile australe și antarctice franceze. Este situată la coordonatele 38°43′S 77°31′E / 38.717°S 77.517°E în sudul Oceanului Indian, la aproximativ 2880 km sud insula Réunion. Împreună cu Insula Amsterdam, aflată la 85 km la nord formează un district în cadrul TAAF.
Insula este de origine vulcanică mult mai mică decât Insula Amsterdam, cu o suprafață de doar 8 km². Are o formă alungită, cu o lungime de sub 5 km pe axa nord-sud. Punctul culminant este la 284 m, în partea centrală a insulei. Craterul vulcanului este scufundat sub nivelul mării, acesta formând un bazin interior cu o porfunzime de 2-3 m. 
Împreună cu Insula Amsterdam, cele două insule se află pe un platou marin cu o profunzime de 3000m, ele fiind singurele protuberații care se ridică deasupra nivelului mării, fiind formate în urmă cu 400.000 - 200.000 ani în urma anomaliei Bruhnes datorată interferenței cu dorsala sud-est indiană. Insulele au paticularitatea de a fi singurele teritorii aflate la antipozii Statelor Unite, insula Saint-Paul corespunzând unui teritoriu din Colorado. 
Climatul este temperat oceanic, fără perioade de îngheț dar supus unui vânt constant dinspre vest. Vegetația se reduce la ierburi înalte și ferigi, neexistând arbori. Fauna este tipică mediului sub-arctic, numeroase specii de păsări cuibărind aici. De asemenea insula este un refugiu pentru diverse mamifere marine cum ar fi focile sau leii de mare. Instoruderea iepurilor și a șobolanilor pe insulă, cel mai probabil de către navigatorii din secolul XVIII și secolul XIX au produs un dezechilibru major al ecosistemului. În anii 1990 populația șobolanilor era estimată la peste 50.000 de indivizi. În 1990, cu ajutorul fondurilor europene, a avut loc o deratizare totală a insulei, numărul de păsări care cuibăresc crescând semnificativ de la acea dată.
Insula are un istoric comun cu Insula Amsterdam. În 1559 geograful Evert Gysaerts mentionează o insulă la latitudinea de 38° S ""T.Q. descrobio o nao S. Paulo". Navigatorul Olandez Harwick Claesz de Hillegom denumește insula Zeewolf un secol mai târziu, iar prima debarcare are loc abia în 1696, fiind efectuată tot de către un navigator olandez. În Secolul XIX insula este "frecventată" doar de ătre pescari, vânători de balene și de către naufragiați, în 1793 o navă britanică cartografiază insulă și găsește un marinar breton, abandonat de o navă americană. 
Insula a fost revendicată în numele Franței în 1843 împreună cu Insula Amsterdam, dar datorită sărăciei insulelor și a protestelor britanice, guvernul francez nu aprobă actul de luare în posesie. În cele din urmă, o serie de nave de război franceze reiau posesiunea insulei la sfârșitul Secolului XIX, insula fiind atașată coloniei franceze Madagascar în 1924. În 1928 o companie de pescuit instalează pe insulăo fabrică de conserve de pește dar tentativa de colonizare este sortită eșecului în 1931 odată cu moartea a numeroși muncitori bretoni și malgași. 
Din 1949 pe insula Amsterdam funcționează o bază de cercetări permanentă care efectuează misiuni științifice punctuale pe Insula Saint-Paul. Insula are o Zonă Economică Exclusivă de 502 533 km², continuă cu cea a Insulei Amsterdam, prefectul TAAF acordând drepturi de pescuit în aceste ape teritoriale. În 2005 doar două nave aveau dreptul de pescuit în alternanță în aceste ape teriotriale.